# 何慶恩
何慶恩，字蘇泉，號蘭舫，贵州開陽人，清政治人物，同進士出身。
咸豐十年（1860年）庚辰清文宗三旬恩科進士，三甲七十四名，签分福建候選知縣。